# Schienenverkehr in Kamerun
Schienenverkehr in Kamerun gibt es seit der deutschen Kolonialzeit. In Kamerun existiert ein Bahnsystem in Meterspur. Es besitzt keine Verbindung zu benachbarten Staaten.

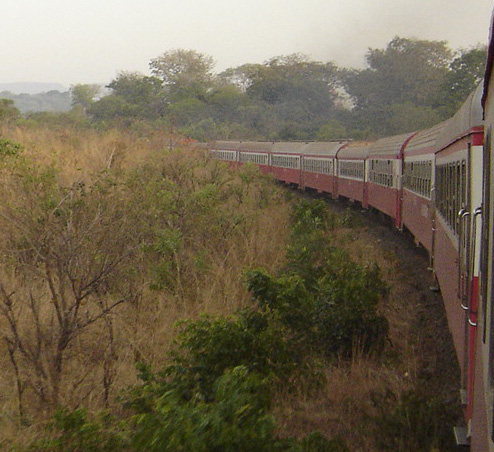
Zug von Jaunde nach Ngaundere

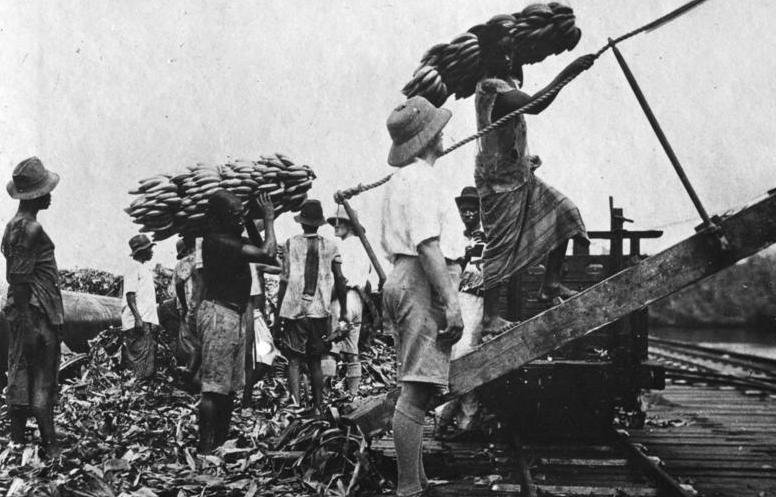
Feldbahn der Cameroon Developement Corporation (CDC), Bananenwagen

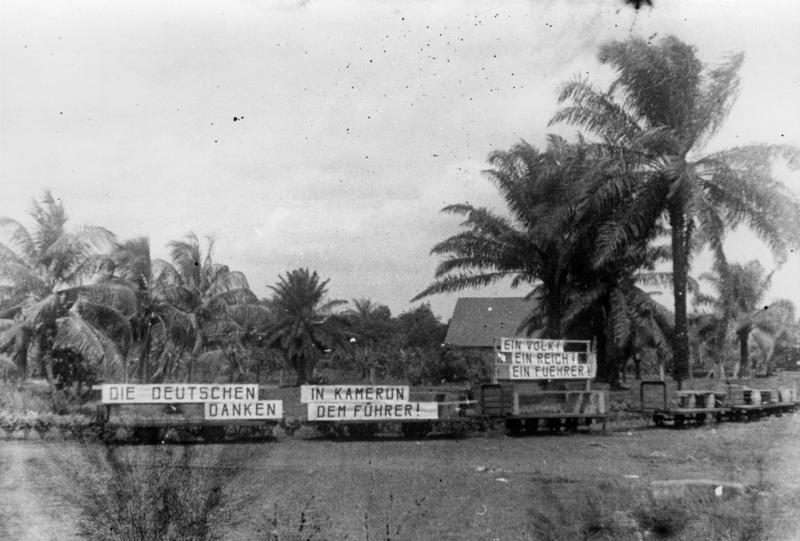
Gleiche Feldbahn 1938: Bananenwagen sind anlässlich der Volksabstimmung zum „Anschluss“ Österreichs an das Deutsche Reich für den Transport von Deutschen Siedlern zum Wahllokal auf einem Bananendampfer dekoriert

## Deutsche Kolonialzeit
Die Topografie von Kamerun war ungünstig für den Bahnbau: Gebirge und ein dichter Urwaldgürtel im Hinterland des größten Hafens, Douala, verhinderten lange den Start Kameruns ins Eisenbahnzeitalter. So war die erste Eisenbahn, die in Kamerun in Betrieb ging, eine Feldbahn in der Spurweite 600 mm, die durch die private Westafrikanische Pflanzungsgesellschaft Victoria (WAPV) verlegt wurde. Sie führte von Zwingenberger Hof bei Soppo, nahe dem damaligen Gouverneurssitz Buea, zu dem kleinen Hafen Viktoria (heute: Limbe) und bot auch Personenverkehr an. Das Netz wurde weiter ausgebaut. Eine ähnliche Bahn betrieb die Cameroon Developement Corporation (CDC) unmittelbar östlich des WAPV-Netzes. Letzteres war bis in die 1970er Jahre in Betrieb. Die Angaben zu dessen Spurweite variieren zwischen 600 mm und 610 mm.
Die zweite Eisenbahn, die in Kamerun entstand, war die 160 km lange Bahnstrecke Bonaberi–Nkongsamba, auch Nordbahn genannt.
Drittes Bahnprojekt war die Bahnstrecke Douala–Mbalmayo, die Mittellandbahn, die die Schmalspurbahn Eséka–Makak ersetzte.
Die beiden letzteren Strecken wurden in Meterspur ausgeführt und setzten einen entsprechenden Standard auch für künftige Bahnbauten in Kamerun.

## Französische Kolonialzeit
Der überwiegende Teil von Kamerun wurde nach 1918 als Mandatsgebiet an Frankreich überantwortet. Diese „Treuhandverwaltung“ animierte die französische Kolonialmacht nicht zu größeren Investitionen in die Eisenbahn des Landes. Sie stellte zunächst lediglich die Betriebsfähigkeit der unter deutscher Herrschaft gebauten Strecken wieder her. Die Nordbahn und die Mittellandbahn wurden im Betrieb einheitlich der Chemins de fer de Cameroun (CFC) unterstellt, waren aber nach wie vor zwei getrennte Netzteile. Der Bau des Bahnprojekts Douala–Mbalmayo wurde fortgesetzt, jedoch die Trasse nach Jaunde umgeleitet, das 1927 erreicht wurde. Dorthin war der Sitz der Kolonialverwaltung verlegt worden. Der Lückenschluss nach Mbalmayo erfolgte zunächst durch eine Bahn mit der Spurweite von 600 mm und Feldbahnmaterial von Otele aus. Erst 1933 wurde die Strecke auf Meterspur umgebaut. Eine bauliche Verbindung zwischen der Mittellandbahn und der Nordbahn kam erst 1955 über eine 12 km lange Strecke und eine 1850 m lange Brücke über den Wouri zustande.
Die Umstellung auf Dieselbetrieb wurde seit 1950 forciert, da alle Kohle aus Südafrika importiert werden musste und es immer wieder zu Unregelmäßigkeiten bei deren Lieferung kam.

## Unabhängiges Kamerun
| \| \| Ngaundere \| \| \| \| \| Bélabo \| \| \| \| \| Nanga Eboko \| \| \| \| \| Jaunde \| \| \| \| \| Mbalmayo \| \| \| \| \| \| \| \| \| \| Edéa \| \| \| \| \| Douala \| \| \| \| \| \| \| \| \| \| Nkongsamba \| \| \| \| \| Kumba \| \| \| |             |  |  |
| Kopfbahnhof Streckenanfang | Ngaundere   |  |  |
| Bahnhof | Bélabo      |  |  |
| Bahnhof | Nanga Eboko |  |  |
| Bahnhof | Jaunde      |  |  |
| Strecke · Kopfbahnhof Streckenanfang | Mbalmayo    |  |  |
| Abzweig geradeaus und von links · Strecke nach rechts |             |  |  |
| Bahnhof | Edéa        |  |  |
| Bahnhof | Douala      |  |  |
| Abzweig ehemals geradeaus und nach links · Strecke von rechts |             |  |  |
| Kopfbahnhof Streckenende (Strecke außer Betrieb) · Strecke | Nkongsamba  |  |  |
| Kopfbahnhof Streckenende | Kumba       |  |  |

Eisenbahnnetz Kameruns

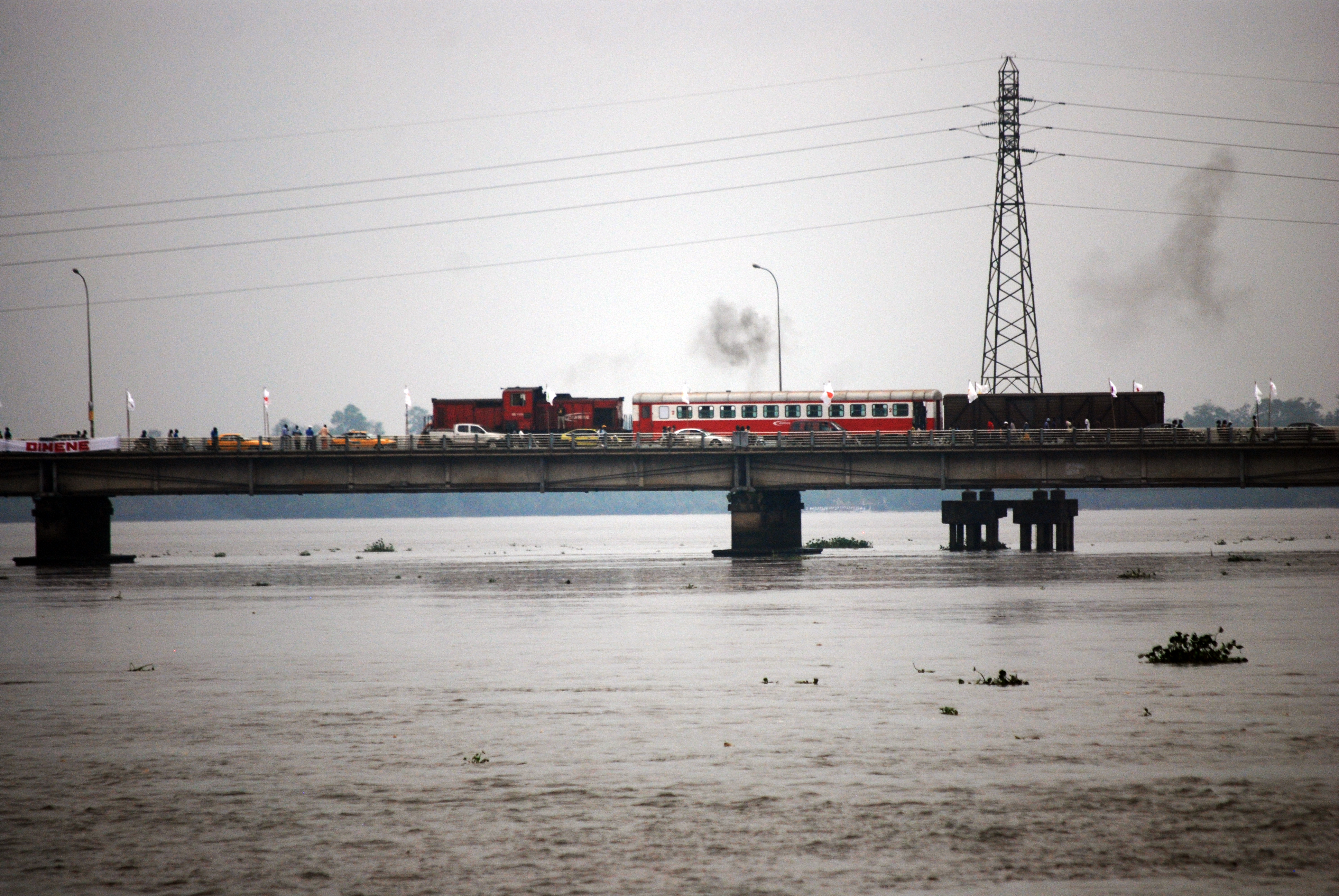
Zug auf der Brücke über den Wouri bei Douala

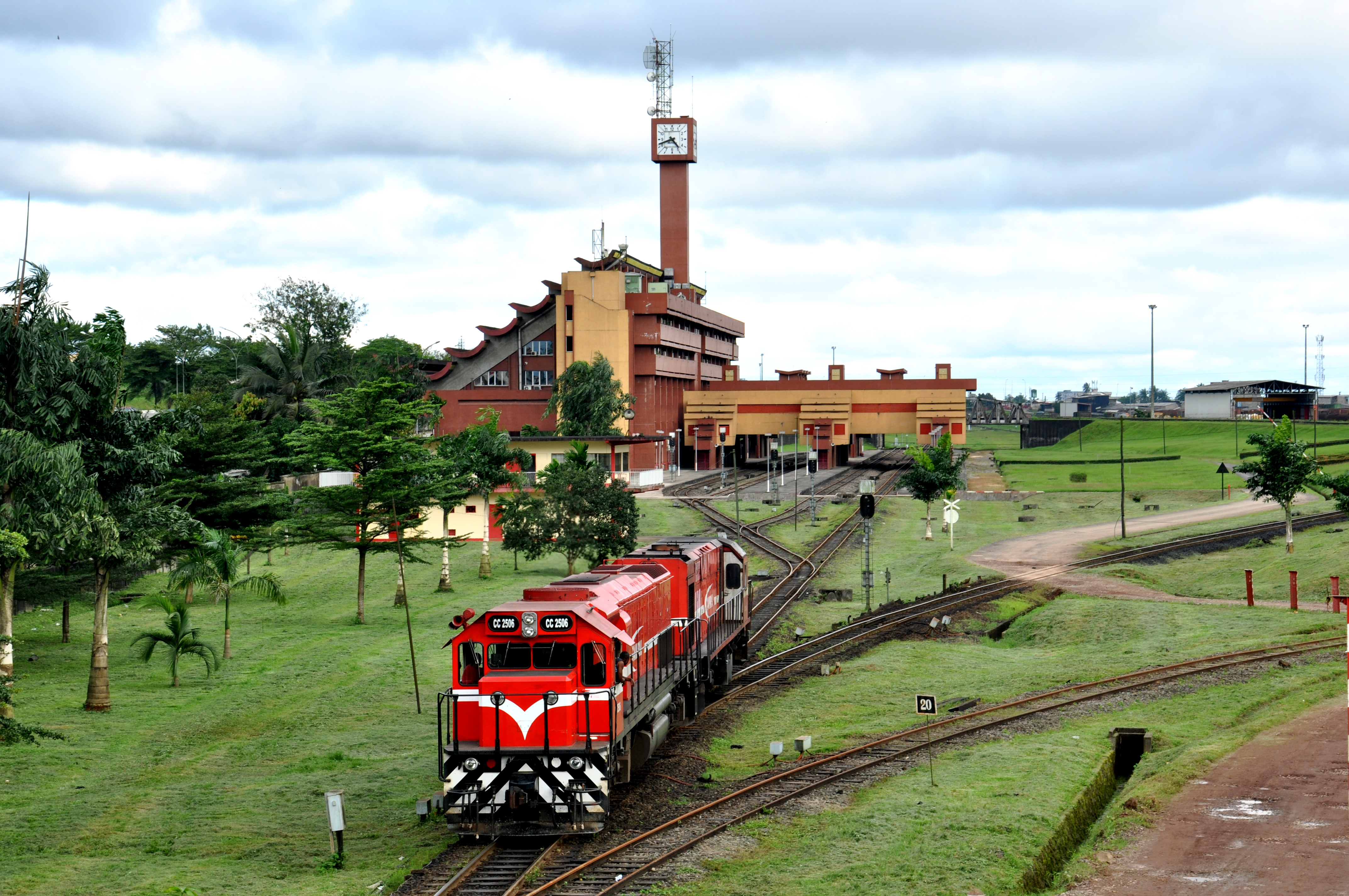
Bahnhof Bessengué in Douala

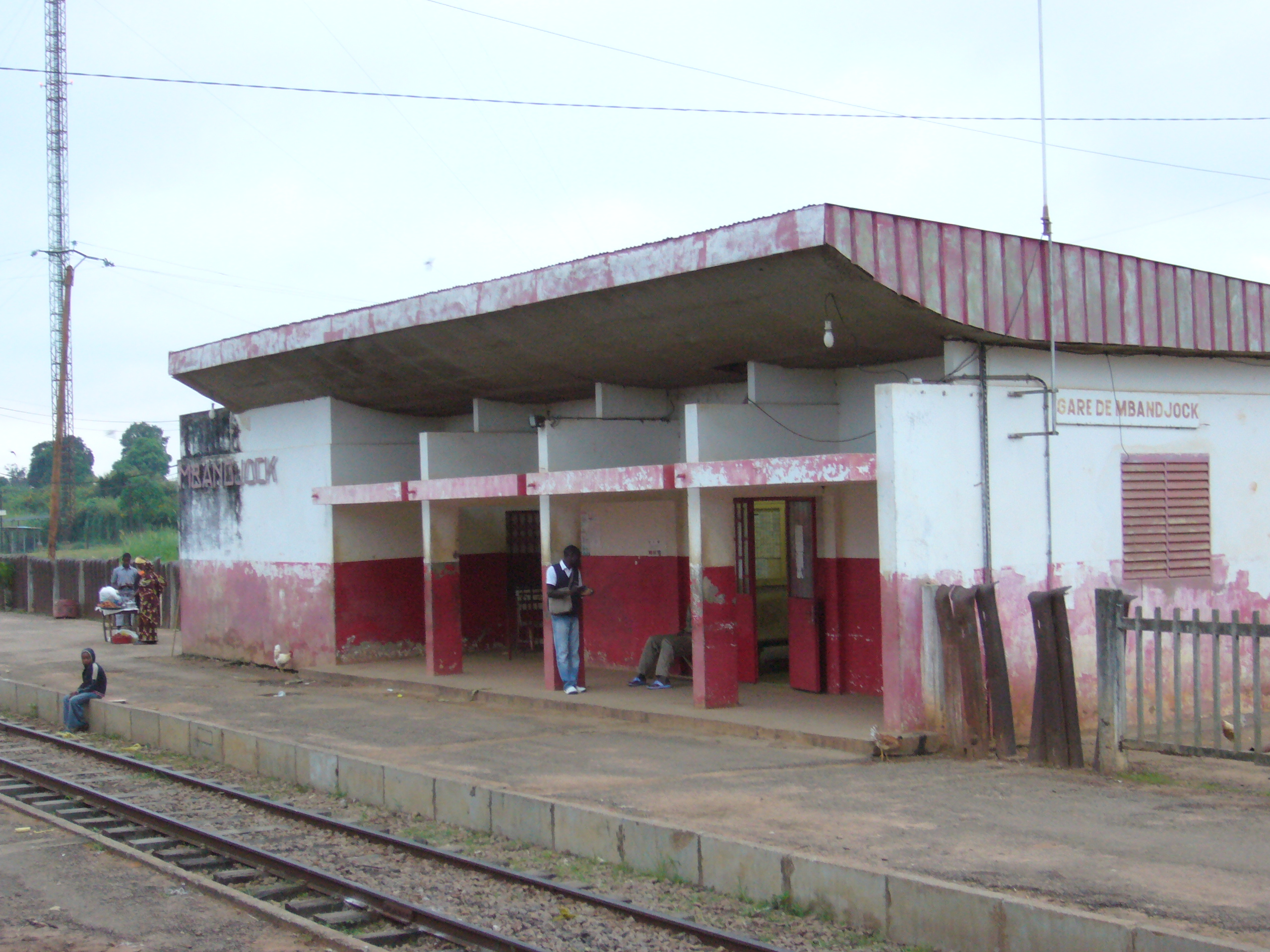
Bahnhof Mbandjock

Das seit 1960 unabhängige Kamerun baute zunächst eine von der Nordbahn westlich abzweigende 29 km lange Strecke nach Kumba, die 1969 in Betrieb ging. Größtes Projekt war die Verlängerung der Mittelland- oder  Transkamerunbahn über 622 km von Jaunde nach Ngaundere. Die Gesamtstrecke ging 1974 in Betrieb, nachdem im Januar desselben Jahres der zweite Abschnitt mit einer Länge von 332 km eröffnet worden war. Die maximale Ausdehnung des Streckennetzes betrug 1120 km. Zwischen 1975 und 1983 wurde ein Teil der Mittellandbahn im unteren Abschnitt der Strecke teilweise neu trassiert. Dagegen wurde die Strecke nach Nkongsamba eingestellt. Ein Teil der Schienen wurde entfernt.
Die globale Privatisierungswelle setzte bei der Eisenbahn in Kamerun 1996 ein. Die Konzession für den Bahnbetrieb erhielt am 19. Januar 1999 die Groupe Bolloré für 30 Jahre. Sie betreibt die Bahn unter dem Namen Camrail, auch Cameroon Railways genannt, sowohl im Personen- als auch im Güterverkehr. Im Januar 2022 wurde bekannt, dass der Containerreeder MSC Bolloré Africa Logistics, die Muttergesellschaft von Camrail, übernimmt. Ob MSC, das jährlich ca. 30 Mrd. Euro umsetzt, auf Kameruns Schienen den Personentransport aufrechterhalten oder der Beförderung der eigenen Container Vorrang einräumen wird, ist ungewiss. Die Entwicklung kontrastiert mit der Eisenbahngesellschaft des benachbarten Nigeria, wo mit dem Personentransport Gewinne erwirtschaftet werden und der Gütertransport rückläufig ist.
Der Personenverkehr besteht (2014) aus täglich neun Zügen im ganzen Land: 3 Zugpaare Duala – Kumba, vier Verbindungen zwischen Jaunde und Duala, davon 2 IC ohne Zwischenhalt, ferner eine Nachtzugverbindung zwischen Jaunde und Ngaundere mit Schlafwagen und ein Zugpaar Belabo – Ngaundere. Angeboten werden zwei Wagenklassen.

## Kuriosa
Die Ekona-Plantage besaß eine Einschienenbahn, bei der die Wagen zwar durch Muskelkraft bewegt wurden, die Last des Wagens und seiner Ladung aber auf der Schiene ruhte.